# Sixteen Candles - Un compleanno da ricordare
Sixteen Candles - Un compleanno da ricordare (Sixteen Candles) è un film del 1984 scritto e diretto da John Hughes.
Il film è una commedia romantica adolescenziale con protagonisti Molly Ringwald, Michael Schoeffling e Anthony Michael Hall.

## Trama
Samantha "Sam" Baker è piena di speranza per il suo 16º compleanno: è l'inizio di un nuovo grande anno, ma è sconvolta quando i suoi familiari se lo dimenticano perché sua sorella Ginny, più grande di lei, si sposa il giorno successivo. La sua frustrazione è aggravata dal fatto che la sua cotta, il maturo Jake Ryan, non ha idea di come si sente. A scuola, rivela i suoi sentimenti per Jake in un "quiz sessuale" che cerca di dare alla sua amica Randi che, all'insaputa di Sam, Jake intercetta. Nel frattempo, Jake chiede al suo amico Rock cosa pensa di Sam, dopo aver notato che lei lo guardava durante la loro lezione di studio indipendente. Rock la considera una bambina immatura, ma Jake dice di essere frustrato dai modi festosi della sua ragazza Caroline.
Durante il viaggio in autobus verso casa, la matricola "Geek" Ted, che ha una cotta per Sam, flirta ripetutamente con lei solo per essere respinta da Sam. A casa, la giornata di Sam peggiora quando scopre che deve dormire sul divano perché i suoi nonni e uno studente di scambio culturale di nome Long Duk Dong stanno tutti a casa per il matrimonio. Anche i suoi nonni hanno dimenticato il suo compleanno e hanno costretto Sam a portare Dong con lei a un ballo a scuola quella sera. Al ballo, Sam si strugge per Jake mentre balla un lento con Caroline mentre Dong non ci mette molto ad attirare l'attenzione dell'atleta dal seno grande, Marlene. Ted mette in imbarazzo Sam ballando con lei dopo essersi vantato con i suoi amici, Bryce e Cliff, che stanno uscendo insieme. Quando Sam scappa, scommettono con Ted una dozzina di floppy disk che non può fare sesso con Sam. Ted accetta, ma Bryce e Cliff richiedono le mutande di Sam come prova del suo successo. Jake, dopo aver visto Ted e Sam ballare, chiede a Ted di Sam.
Ted trova Sam nel negozio di auto dove lei gli parla della sua famiglia che ha dimenticato il suo compleanno e i suoi sentimenti per Jake. Ted le dice che Jake ha chiesto di lei e Sam le chiede, eccitata, se dovrebbe parlare con Jake o aspettare che lui venga da lei. Ted, nonostante i suoi sentimenti per Sam, la incoraggia ad avvicinarsi a Jake. Prima di andarsene, Ted le racconta della sua scommessa e le chiede di prendere in prestito le sue mutandine. Più tardi, nel bagno dei ragazzi, Bryce, Cliff e Ted fanno pagare agli altri fanatici 10 dollari per vedere le mutande di Sam.
A casa di Jake, Caroline e le sue amiche hanno dato inizio a una festa selvaggia. Jake, arrabbiato con Caroline, si ritira nella sua camera da letto e cerca di chiamare Sam, ma i suoi nonni gli urlano per averli svegliati e gli dicono che Sam non è interessata. Alla fine della festa, Jake è furioso per il danno lasciato alle spalle. Trova Ted nascosto sotto un tavolino di vetro dopo aver fatto arrabbiare alcuni atleti facendo cadere la loro piramide di lattina di birra. Ted dà la biancheria intima a Jake e gli dice che Sam è interessata a lui. Jake dice che è stanco della sua relazione con Caroline e si offre di lasciare che Ted accompagni una Caroline ubriaca a casa nella Rolls Royce di suo padre.
La mattina dopo, la madre di Sam si scusa con Sam per aver dimenticato il suo compleanno e tutti si dirigono in chiesa per il matrimonio. Jake arriva a casa di Sam, dove un Dong con i postumi di una sbornia comunica erroneamente che Sam è in chiesa per sposarsi. Nel parcheggio della chiesa, Jake trova Caroline e Ted che si baciano sul retro della Rolls sbattuta di suo padre. Jake e Caroline accettano di rompere, ma rimangono amici. Jake poi si reca in chiesa giusto in tempo per incontrare un'incredula Sam dopo il matrimonio di sua sorella. Quella notte a casa di Jake, Jake dà a Sam la sua biancheria intima e una torta di compleanno con 16 candeline sopra. Le dice di esprimere un desiderio, ma lei dice che il suo desiderio si è già avverato. Alla fine del film, i due si baciano.

## Produzione
Le riprese del film si svolsero dall'11 luglio 1983 al 16 settembre 1983.
Il titolo originale prende il titolo da un brano del 1958 dei Crests, in seguito ripreso dagli Stray Cats.
Il ruolo della protagonista era conteso tra Molly Ringwald ed Ally Sheedy, alla fine la spuntò la Ringwald. Del cast facevano parte anche i fratelli John e Joan Cusack, nei loro primi film.

## Distribuzione
Il film è stato distribuito nei cinema negli Stati Uniti il 4 maggio 1984 dalla Universal Pictures, mentre in Italia è stato distribuito direttamente in videocassetta dalla CIC nell'ottobre 1989.